# Tachytrechus linderi
Tachytrechus linderi är en tvåvingeart som beskrevs av Octave Parent 1933. Tachytrechus linderi ingår i släktet Tachytrechus och familjen styltflugor.
Artens utbredningsområde är Bolivia. Inga underarter finns listade i Catalogue of Life.